# Liste des paroisses civiles du Herefordshire

Localisation du comté de Herefordshire en Angleterre.

Voici la liste des paroisses civiles du comté cérémoniel du Herefordshire, en Angleterre.

## Liste des paroisses civiles
Le comté est entièrement découpé en paroisses.
- Abbey Dore
- Aconbury
- Acton Beauchamp
- Adforton
- Allensmore
- Almeley
- Ashperton
- Aston Ingham
- Avenbury
- Aylton
- Aymestrey
- Bacton
- Ballingham
- Bartestree
- Belmont Rural
- Birley with Upper Hill
- Bishop's Frome
- Bishopstone
- Blakemere
- Bodenham
- Bolstone
- Bosbury
- Brampton Abbotts
- Brampton Bryan
- Bredenbury
- Bredwardine
- Breinton
- Bridge Sollers
- Bridstow
- Brilley
- Brimfield
- Brinsop and Wormsley
- Brobury with Monnington on Wye
- Brockhampton
- Brockhampton
- Bromyard and Winslow (ville)
- Buckton and Coxall
- Burghill
- Burrington
- Byford
- Byton
- Callow
- Canon Frome
- Canon Pyon
- Castle Frome
- Clehonger
- Clifford
- Coddington
- Collington
- Colwall
- Combe
- Cradley and Storridge
- Craswall
- Credenhill
- Croft and Yarpole
- Cusop
- Dewsall
- Dilwyn
- Dinedor
- Dinmore
- Docklow and Hampton Wafer
- Donnington
- Dormington
- Dorstone
- Downton
- Dulas
- Eardisland
- Eardisley
- Eastnor
- Eaton Bishop
- Edvin Loach and Saltmarshe
- Edwyn Ralph
- Eggleton
- Elton
- Evesbatch
- Ewyas Harold
- Eye, Moreton and Ashton
- Eyton
- Felton
- Ford and Stoke Prior
- Fownhope
- Foy
- Ganarew
- Garway
- Goodrich
- Grafton
- Grendon Bishop
- Hampton Bishop
- Hampton Charles
- Harewood
- Hatfield and Newhampton
- Haywood
- Hentland
- Hereford (cité)
- Holme Lacy
- Holmer and Shelwick
- Hope Mansell
- Hope under Dinmore
- How Caple
- Humber
- Huntington
- Kenchester
- Kentchurch
- Kilpeck
- Kimbolton
- King's Caple
- King's Pyon
- Kingsland
- Kingstone
- Kington (ville)
- Kington Rural
- Kinnersley
- Kinsham
- Knill
- Laysters
- Lea
- Ledbury (ville)
- Leinthall Starkes
- Leintwardine
- Leominster
- Letton
- Lingen
- Linton
- Linton
- Little Birch
- Little Cowarne
- Little Dewchurch
- Little Hereford
- Little Marcle
- Llancillo
- Llandinabo
- Llangarron
- Llanrothal
- Llanveynoe
- Llanwarne
- Longtown
- Lower Bullingham
- Lower Harpton
- Lucton
- Lugwardine
- Luston
- Lyonshall
- Madley
- Mansell Gamage
- Mansel Lacy
- Marden
- Marstow
- Mathon
- Michaelchurch Escley
- Middleton on the Hill
- Moccas
- Monkland and Stretford
- Mordiford
- Moreton Jeffries
- Moreton on Lugg
- Much Birch
- Much Cowarne
- Much Dewchurch
- Much Marcle
- Munsley
- Newton
- Newton
- Norton
- Norton Canon
- Ocle Pychard
- Orcop
- Orleton
- Pembridge
- Pencombe with Grendon Warren
- Pencoyd
- Peterchurch
- Peterstow
- Pipe and Lyde
- Pipe Aston
- Pixley
- Preston on Wye
- Preston Wynne
- Pudleston
- Putley
- Richards Castle
- Rodd, Nash and Little Brampton
- Ross-on-Wye (ville)
- Rowlstone
- Sarnesfield
- Sellack
- Shobdon
- Sollers Hope
- St Margarets
- St Weonards
- Stanford Bishop
- Stapleton
- Staunton on Arrow
- Staunton on Wye
- Stoke Edith
- Stoke Lacy
- Stretton Grandison
- Stretton Sugwas
- Sutton
- Tarrington
- Tedstone Delamere
- Tedstone Wafer
- Thornbury
- Thruxton
- Titley
- Tretire with Michaelchurch
- Turnastone
- Tyberton
- Ullingswick
- Upper Sapey
- Upton Bishop
- Vowchurch
- Wacton
- Walford
- Walford, Letton and Newton
- Walterstone
- Wellington
- Wellington Heath
- Welsh Bicknor
- Welsh Newton
- Weobley
- Westhide
- Weston Beggard
- Weston under Penyard
- Whitbourne
- Whitchurch
- Whitney-on-Wye
- Wigmore
- Willersley and Winforton
- Willey
- Withington
- Wolferlow
- Woolhope
- Yarkhill
- Yatton
- Yazor